# Marolles-lès-Bailly
Marolles-lès-Bailly ist eine französische Gemeinde mit 120 Einwohnern (Stand: 1. Januar 2022) im Département Aube in der Region Grand Est (vor 2016 Champagne-Ardenne). Sie gehört zum Arrondissement Troyes und zum Kanton Bar-sur-Seine.

## Lage
Marolles-lès-Bailly liegt etwa 23 Kilometer ostsüdöstlich von Troyes.
Nachbargemeinden sind Montreuil-sur-Barse im Norden und Nordwesten, Briel-sur-Barse im Norden und Nordosten, Villy-en-Trodes im Osten, Fralignes im Südosten, Bourguignons und Poligny im Süden sowie Chauffour-lès-Bailly im Westen und Südwesten.

## Bevölkerungsentwicklung
| Jahr                      | 1962 | 1968 | 1975 | 1982 | 1990 | 1999 | 2006 | 2011 | 2016 |
| ------------------------- | ---- | ---- | ---- | ---- | ---- | ---- | ---- | ---- | ---- |
| Einwohner                 | 120  | 127  | 106  | 116  | 119  | 100  | 113  | 104  | 103  |
| Quelle: Cassini und INSEE |      |      |      |      |      |      |      |      |      |

## Sehenswürdigkeiten
- Kirche Saint-Remi aus dem 16. Jahrhundert

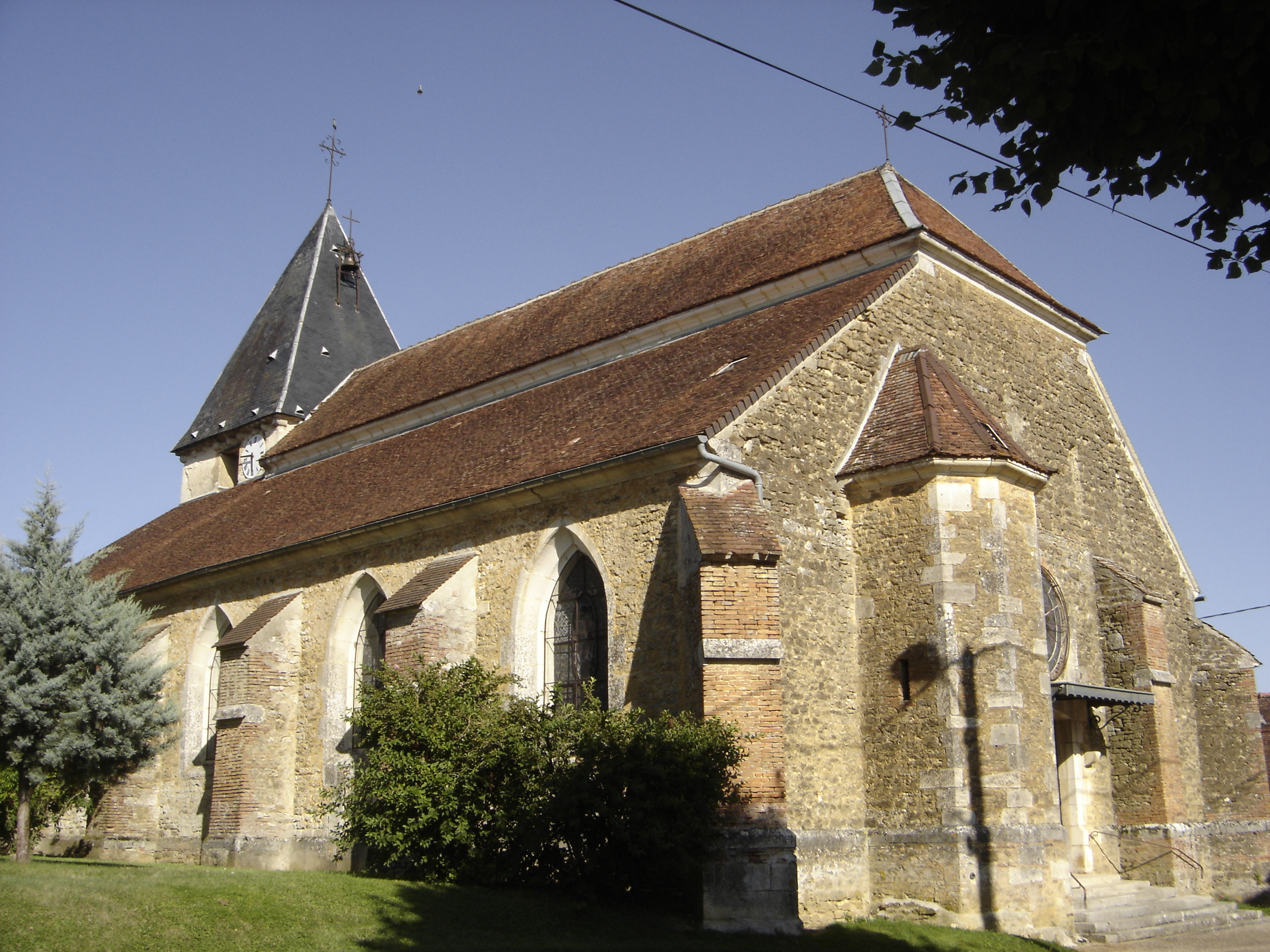
Kirche Saint-Remi